# Franciszek Rogowski (oficer)

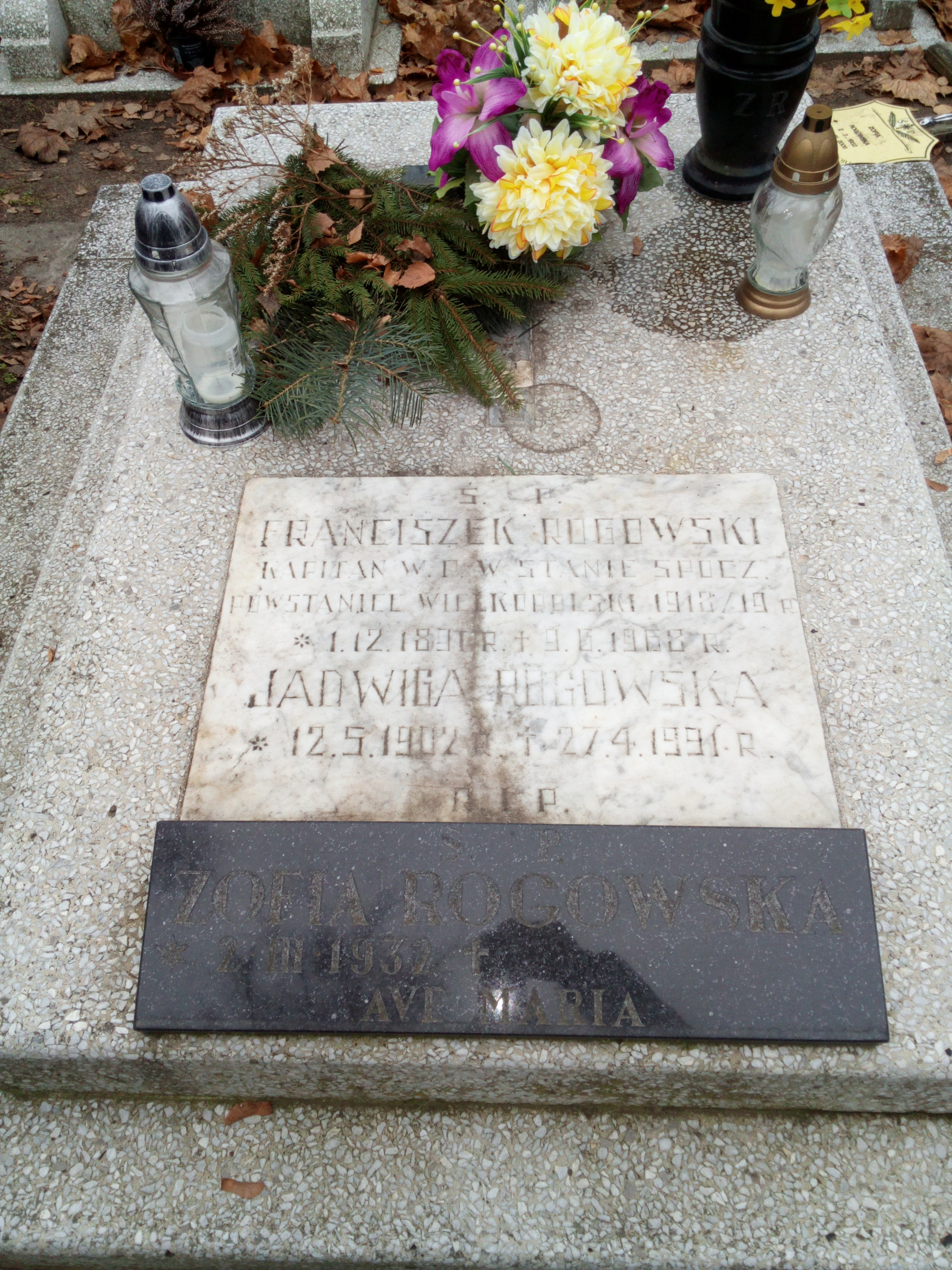
Grób kpt. Franciszka Rogowskiego.

Franciszek Ksawery Rogowski (ur. 1 grudnia 1891 w Trzemesznie, zm. 9 czerwca 1968 we Włocławku) – kapitan administracji (piechoty) Wojska Polskiego, powstaniec wielkopolski.

## Życiorys
Urodził się 1 grudnia 1891 roku w Trzemesznie, w rodzinie Stanisława i Franciszki z Nowaczyków . Maturę zdał w Gnieźnie. W 1908 roku jako uczeń wstąpił do Zrzeszenia Kupiectwa Polskiego oraz Towarzystwa Gimnastycznego „Sokół”. W październiku 1913 roku został wcielony do Armii Cesarstwa Niemieckiego (2 Pułk Grenadierów Gwardii w Szczecinie). Podczas I wojny światowej, od 20 maja 1915 roku walczył na froncie litewskim. Po odniesieniu 1 czerwca 1915 roku ciężkich ran leczony w szpitalach w Tylży i Białogardzie. W połowie 1916 roku został awansowany na kaprala, a we wrześniu tego roku przeniesiony do służby garnizonowej w niemieckiej misji wojskowej w Konstantynopolu, następnie do oddziału eskortującego transporty dla żołnierzy walczących w Egipcie i Mezopotamii. Podczas urlopu w 1918 roku w Inowrocławiu wstąpił do Tajnego Komitetu Wojskowego.
„Brał czynny udział w konspiracji przygotowania powstania wielkopolskiego na terenie Inowrocławia. Jako dowódca oddziału powstańczego, brał czynny udział z bronią w ręku w walkach o oswobodzenie miasta Inowrocław oraz dalszy udział w walkach w miejscowościach - Gniewkowo, Nowa Wieś pod Bydgoszczą i Szubinem” .
W marcu 1919 roku został skierowany na kurs oficerski w Gnieźnie, w lipcu 1919 roku przeniesiony do 5 Pułku Strzelców Wielkopolskich, w którym dowodził 7 kompanią w 2 baonie. Uczestniczył w walkach nad Berezyną, odsieczy Lwowa i rewindykacji Pomorza na linii: Nakło, Mrocza, Sępólno Krajeńskie, Chojnice.
1 czerwca 1921 roku pełnił służbę w Dowództwie Okręgu Generalnego Poznań, a jego oddziałem macierzystym był 59 Pułk Piechoty Wielkopolskiej. W tym pułku służył przez kolejnych jedenaście lat. 3 maja 1922 roku został zweryfikowany w stopniu porucznika ze starszeństwem z 1 czerwca 1919 roku i 360. lokatą w korpusie oficerów piechoty, a 1 grudnia 1924 roku został mianowany kapitanem ze starszeństwem z 15 sierpnia 1924 roku i 56. lokatą w korpusie oficerów piechoty. W 1932 roku został przeniesiony do Powiatowej Komendy Uzupełnień Inowrocław na stanowisko kierownika II referatu poborowego. Po 5 czerwca 1935 roku został przeniesiony do Komendy Rejonu Uzupełnień Włocławek na stanowisko kierownika II referatu uzupełnień, a w 1937 roku przeniesiony z korpusu oficerów piechoty do korpusu oficerów administracyjnych (grupa administracyjna). 
W czasie kampanii wrześniowej 1939 roku dostał się do niemieckiej niewoli. Przebywał kolejno w Stalagu X B Sandbostel oraz Oflagach XVIII A Lienz/Drau i II C Woldenberg. Oswobodzony przez armię brytyjską, 25 maja 1946 roku powrócił do kraju. 
Z powodu utraty wojskowych uprawnień emerytalnych pracował w GS „Samopomoc Chłopska”, Związku Restauratorów Prywatnych, Hurtowni „Centrogal”, KS „Włocławianka”. W 1965 roku przeszedł na emeryturę cywilną. Zmarł 9 czerwca 1968 roku we Włocławku. Został pochowany na Cmentarzu Komunalnym we Włocławku (sektor 76, rząd 6, grób 166) . 
Od 1925 roku był mężem Jadwigi z Mikołajczaków (1902–1991), z którą miał troje dzieci, w tym córkę Zofię (ur. 2 marca 1932 w Inowrocławiu, zm. 6 listopada 2006 w Bydgoszczy).

## Ordery i odznaczenia
- Krzyż Niepodległości (27 czerwca 1938)[16]
- Krzyż Walecznych[17]
- Srebrny Krzyż Zasługi (29 października 1938)[18][19]
- Wielkopolski Krzyż Powstańczy (26 lutego 1958)[1]
- Srebrna Odznaka Honorowa L.O.P.P. II stopnia[2]
- Medal Żelaznego Półksiężyca (Turcja)[20][21]